# Kalvarienberg-Tunnel
Der Kalvarienberg-Tunnel ist ein Bahntunnel der ehemaligen Salzkammergut-Lokalbahn (SKGLB) an der Ostseite des Ischler Kalvarienbergs im Bezirk Gmunden in Oberösterreich. Er diente dort ab 1893 bis 1957 der Unterquerung des Kalvarienbergs mit Schmalspurbahnen im Personen- und Güterverkehr. Dieser Tunnel war mit 683 m Länge der längste auf der gesamten ehemaligen Bahnstrecke.

## Geschichte
Der Bau des Tunnels begann 1891 von der Nordseite in der Ortschaft Steinbruch. Kurz darauf wurde auch von Süden, aus der Ortschaft Kaltenbach, mit dem Vortrieb begonnen. Der Durchschlag erfolgte am 5. August 1893. Die Verbindung der Bahn mit dem Hauptbahnhof in Bad Ischl wurde am 3. Juli 1894 für den Betrieb freigegeben. Während der Bauarbeiten waren rund 100 Bergleute und 24 Maurer im 24-Stunden-Betrieb tätig, wobei etwa 12 Tonnen Dynamit zum Einsatz kamen. Über die genaue Herkunft der Arbeiter gibt es nur wenige Aufzeichnungen, jedoch weisen Glasfunde in den seitlichen Bereichen des Tunnels auf eine Beteiligung italienischer Arbeiter hin.
Die Bahn führte von Bad Ischl am Wolfgangsee und Mondsee vorbei und im Endausbau bis nach Salzburg. Sie überquerte südlich des Ischler Güterbahnhofes die Traun, hatte einen Haltepunkt im Westen von Kaltenberg, verlief von dort nördlich durch den Kalvarienberg-Tunnel und weiter in Richtung Westen entlang der Ischl nach Pfandl.
Das Südportal und die dorthin führende Trasse neben der heutigen Sarsteinerstraße sind vollständig verschüttet. Das Nordportal ist zugemauert und ein Eindringen ist nicht möglich; der Tunnel wird dort von der Energie AG Oberösterreich als Kabelschacht verwendet.
Von der ehemaligen Bahntrasse in Richtung Pfandl sind nur noch wenige Spuren erkennbar. Das Gelände lässt den Verlauf der Strecke lediglich erahnen, da die direkt angrenzenden Felder bewirtschaftet werden. Nur ein kurzer Abschnitt der verbliebenen Stützmauern, die einst Teil der Bahntrasse waren, sind noch erhalten.

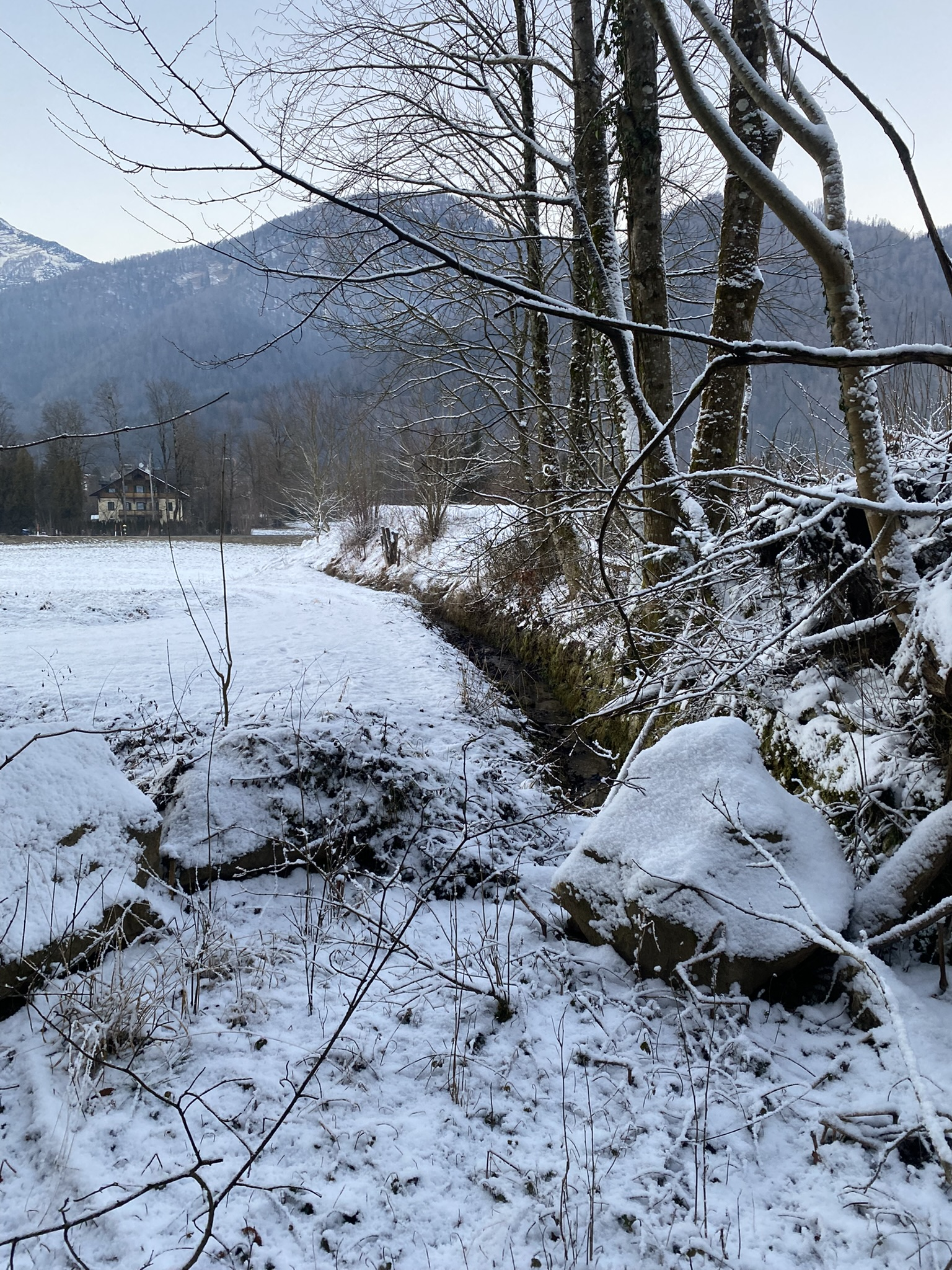
Stützmauer Überreste der Bahntrasse vom Nordportal
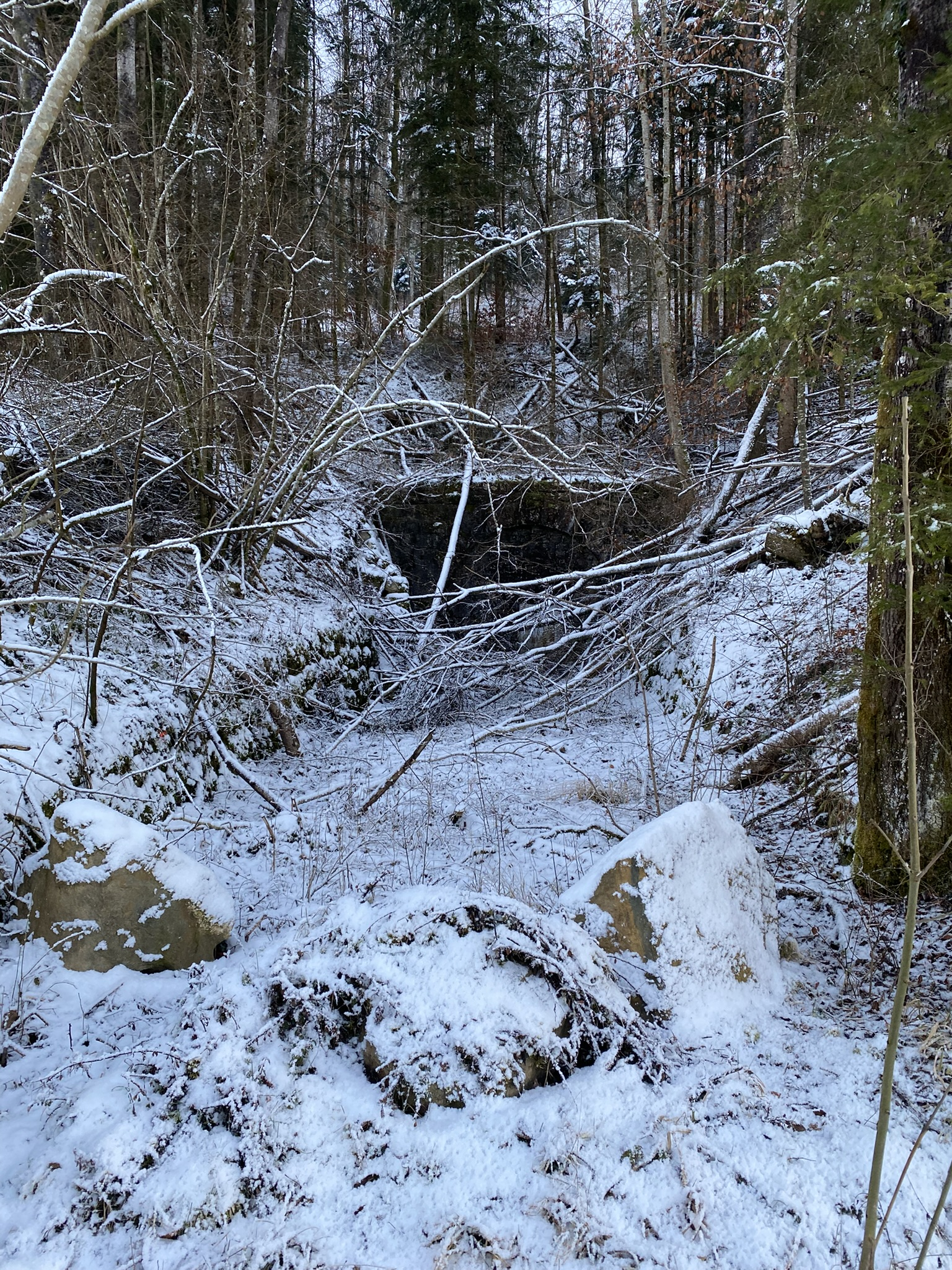
Nordportal des Kalvarienberg-Tunnels 2025

## Bau und Struktur
Der Tunnel besteht aus drei Bauabschnitten mit unterschiedlicher Ausführung: Die ersten 170 Meter von Norden sind mit Mauerwerk verstärkt, gefolgt von einem 285 Meter langen unvermauerten Abschnitt. Die restlichen 228 Meter bis zum Südportal wurden wiederum ausgemauert. Ursprünglich war der Tunnel etwas kürzer geplant, musste aber aufgrund geologischer Gegebenheiten verlängert werden.
Trotz seines Alters und keinerlei Wartung befindet sich der Kalvarienberg-Tunnel der Salzkammergut-Lokalbahn in einem bemerkenswert guten Zustand.
Insgesamt wurden etwa 14.800 m³ Gestein ausgebrochen, wobei die Ausbruchquerschnitte der Regelprofile unterschiedlich waren. Rund 2.500 m³ des Materials wurden für die Aufschüttung eines bis zu 4 m hohen Bahndammes an der nördlichen Zulaufstrecke (km 0,025 – km 0,218) verwendet. Weitere 3.200 m³ dienten der Herstellung der Ausmauerungen. Das verbleibende Material wurde zumindest teilweise zur Erweiterung bestehender Bahndämme genutzt.

## Streckenintegration
Der Kalvarienberg-Tunnel befindet sich zwischen den ehemaligen Haltestellen Kaltenbach (Streckenkilometer 2,2), nahe dem südlichen Tunnelportal, und Pfandl (Streckenkilometer 4,8), nahe dem nördlichen Tunnelportal. Um präzisere Streckenkilometrierung an dieser kritischen Stelle zu gewährleisten, wurden im Tunnel Hektometersteine in regelmäßigen Abständen von 100 Metern installiert. Diese spezifischen Markierungen, die im Gegensatz zu den üblichen Kilometersteinen in Hundert-Meter-Schritten angeordnet wurden, waren ausschließlich für den Tunnelbereich vorgesehen. Die originalen Hektometersteine sind im Inneren des Tunnels nach wie vor erhalten.

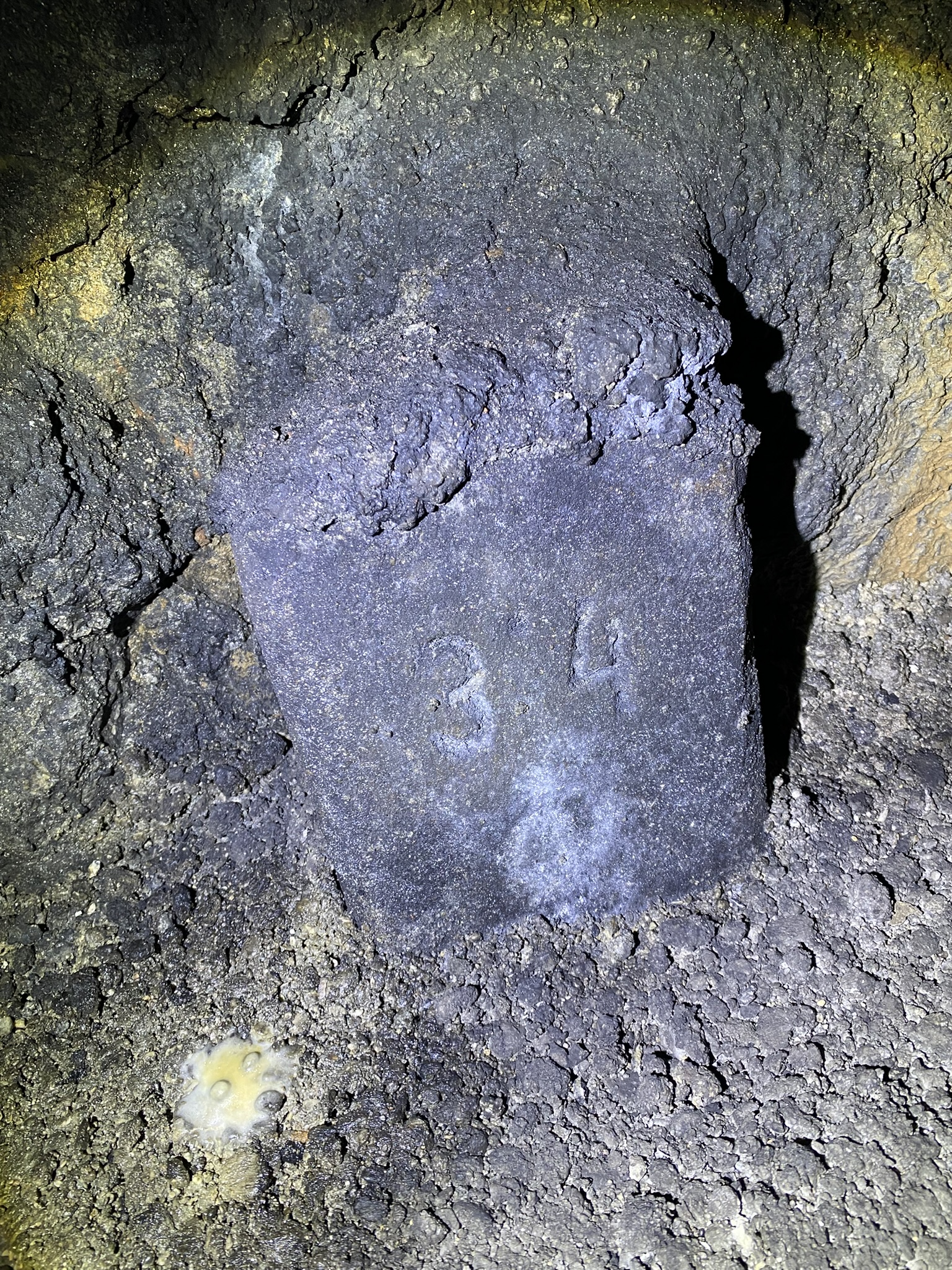
Original Hektometerstein bei KM 3,4
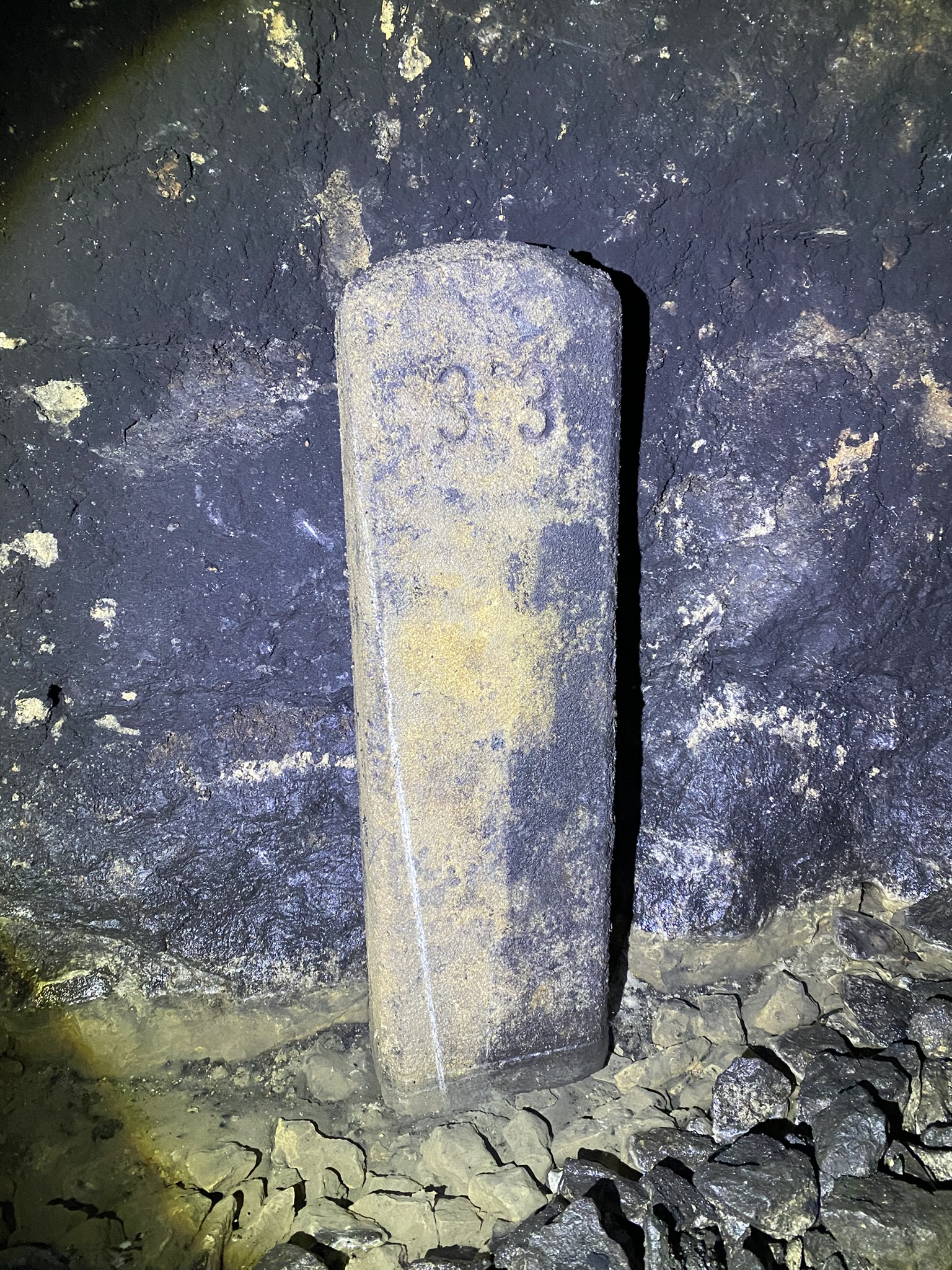
Original Hektometerstein bei KM 3,3

## Fluchträume
Ein weiteres bemerkenswertes bauliches Detail, das in der gesamten Tunnelgruppe der Salzkammergut-Lokalbahn (SKGLB) einzigartig ist, stellt die Ausgestaltung von Fluchträumen dar. Aufgrund der Länge des Kalvarienberg-Tunnels wurden in unregelmäßigen Abständen Fluchträume, auch Fluchtbuchten genannt, aus dem gleichen Steinmaterial wie die Tunnelwand errichtet. Diese Nischen sind so dimensioniert, dass Personen, die sich im Tunnel aufhielten, im Falle eines herannahenden Zuges ausreichend Platz fanden, um ausweichen und Schutz suchen zu können. Zu einer Zeit, in der weder Zugverkehr noch Tunnelanlagen mit modernen Sicherheits- und Überwachungssystemen ausgestattet waren, stellten diese Fluchträume eine lebenswichtige Schutzmaßnahme dar. Wer sich, ob aus Versehen oder in beruflicher Funktion, im Tunnel befand, musste jederzeit in der Lage sein, rasch eine sichere Nische zu erreichen, um einer möglichen Kollision zu entgehen.
In der Planungsphase der SKGLB (1892) waren 10 Tunnelnischen mit festen Maßen (1,5 m × 2,0 m × 1,0 m) im Abstand von 66 m vorgesehen. Letztlich wurden jedoch 12 Nischen in unregelmäßigen Abständen zwischen 42 und 60 m sowie in unterschiedlichen Größen gebaut. Die Abweichungen ergaben sich teils aus geologischen Gegebenheiten, da in Schwächezonen der Gesteinsverbruch einen geringeren Mehrausbruch erforderte. Die geplante 0,7 m starke Rückwand wurde nirgends umgesetzt. Zusammen mit schlichten Portalmauern, durchgehenden Fugen in der Ausmauerung und fehlenden Randbalken an den Stützmauern deutet dies auf erheblichen Zeit- und Kostendruck während des Baus hin.

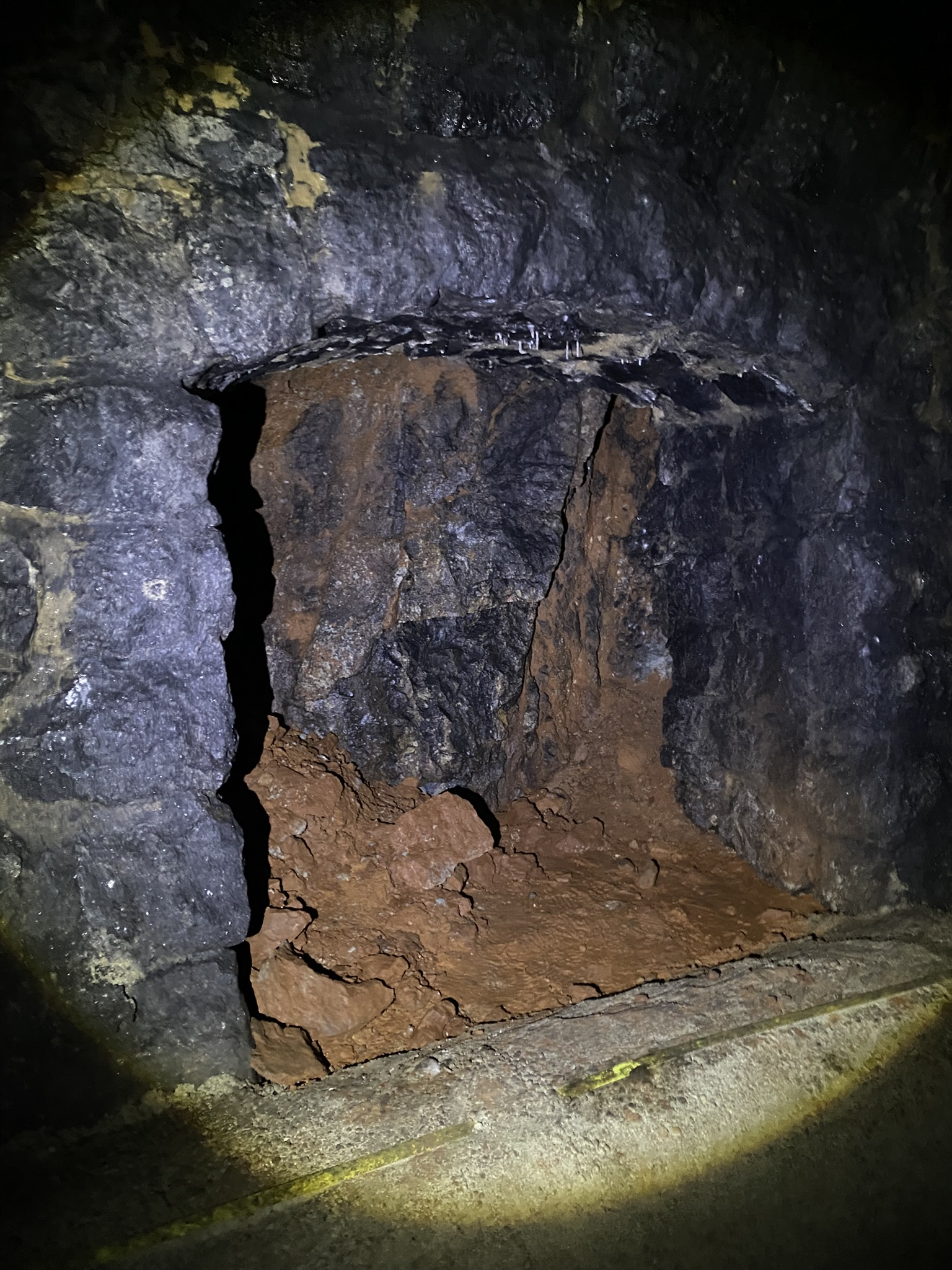
Fluchtraum KM 3,4
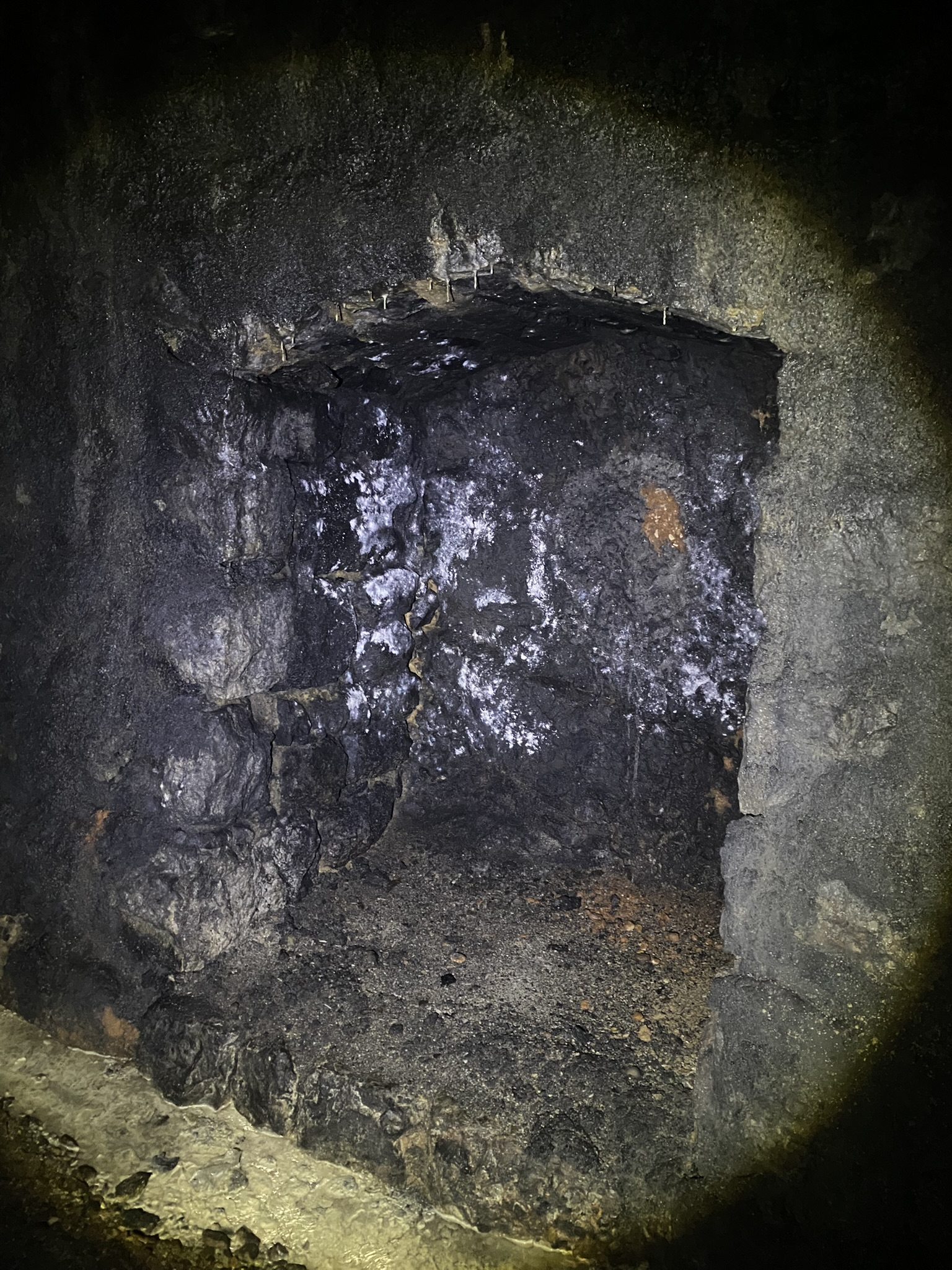
Fluchtraum KM 3,3

## Technische Beschreibung des Tunnel-Regelprofils
Die Geometrie des Salzkammergut-Lokalbahn-Tunnelprofils basiert auf drei Kreissegmenten mit unterschiedlichen Radien, die an ihren Schnittpunkten fließend ineinander übergehen. Dadurch entsteht eine harmonische Kontur, die statischen und dynamischen Belastungen gleichermaßen standhält. Das Profil ist symmetrisch zur Mittellinie ausgeführt, was eine gleichmäßige Lastverteilung und hohe Stabilität gewährleistet.
Am Tunnelboden wurde eine spitz zulaufende Senke integriert, die als Bettung für die Gleise und den Gleisschotter dient. Diese Vertiefung verbessert nicht nur die Stabilität des Gleisaufbaus, sondern erleichtert auch die Drainage, indem sie das Eindringen und Ableiten von Wasser optimiert, da die Tunnelwände nicht wasserdicht ausgebaut wurden.
Die Tunnelwände bestehen aus exakt aufeinander abgestimmten Natursteinblöcken, die nach dem Prinzip des selbsttragenden Gewölbes verbaut wurden. Diese Bauweise nutzt die einwirkenden Kräfte gezielt zur Selbstverstärkung: Unter Belastung verdichtet sich die Struktur, wodurch sich die Stabilität des gesamten Tunnels erhöht – ein bewährtes Konstruktionsprinzip historischer Ingenieurbauwerke.
Um den Zentrifugalkräften in Kurvenfahrten entgegenzuwirken und den Fahrkomfort zu verbessern, wurde in Kurvenpassagen eine Überhöhung von bis zu 42 mm vorgesehen. Dabei liegt eine Schiene höher als die andere, wodurch sich die auf das Fahrzeug wirkenden Kräfte besser ausgleichen und der Verschleiß der Schienen reduziert wird.
Im technischen Bericht der Salzkammergut-Lokalbahn aus dem Jahr 1890 werden vier Gebirgstypen definiert, denen jeweils ein spezifischer Tunnel-Regelquerschnitt zugeordnet ist.
Typ I wird in festen, nicht verwitternden Gesteinen ohne jeglichen Ausbau ausgeführt.
Typ II sieht eine Ausmauerung der Kämpfer- und Firstbereiche vor, die am Kalottenfuß ansetzt. Diese Bauweise wird empfohlen, wenn die Schichtungen in der oberen Leibung Loslösungen befürchten lassen.
Typ III umfasst eine durchgehende, 0,55 Meter starke Ausmauerung bis zur Sohle. Dieser Querschnitt wird in Gesteinen angewendet, die beim Ausbruch keine Zimmerung erfordern, bei denen jedoch mit Verwitterung oder Ablösungen im Laufe der Zeit zu rechnen ist.

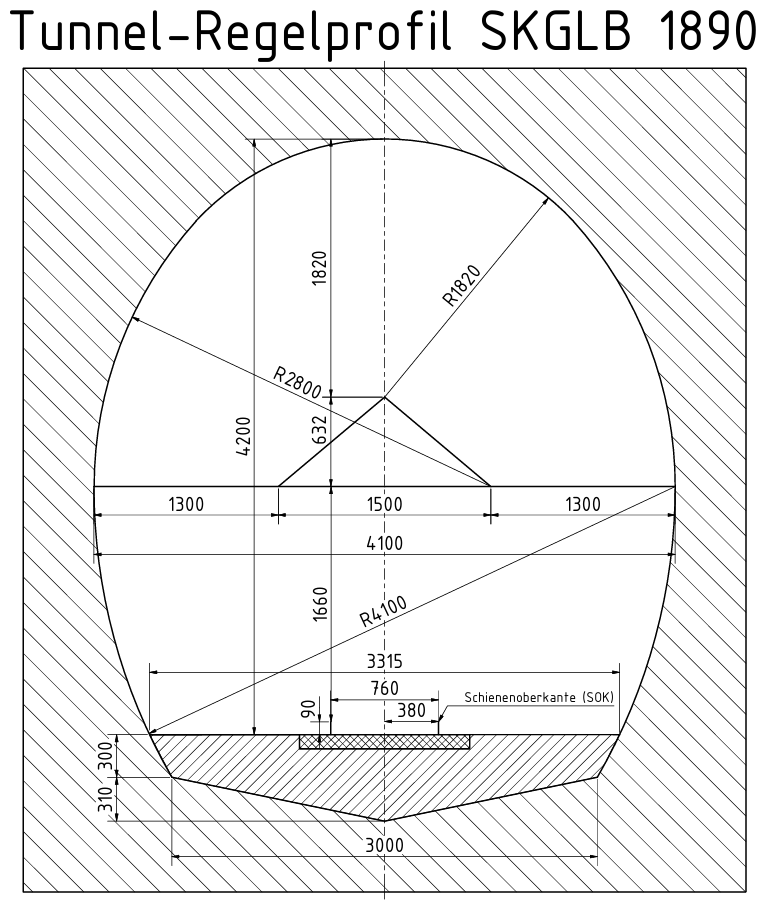
Tunnel-Regelprofil Typ I
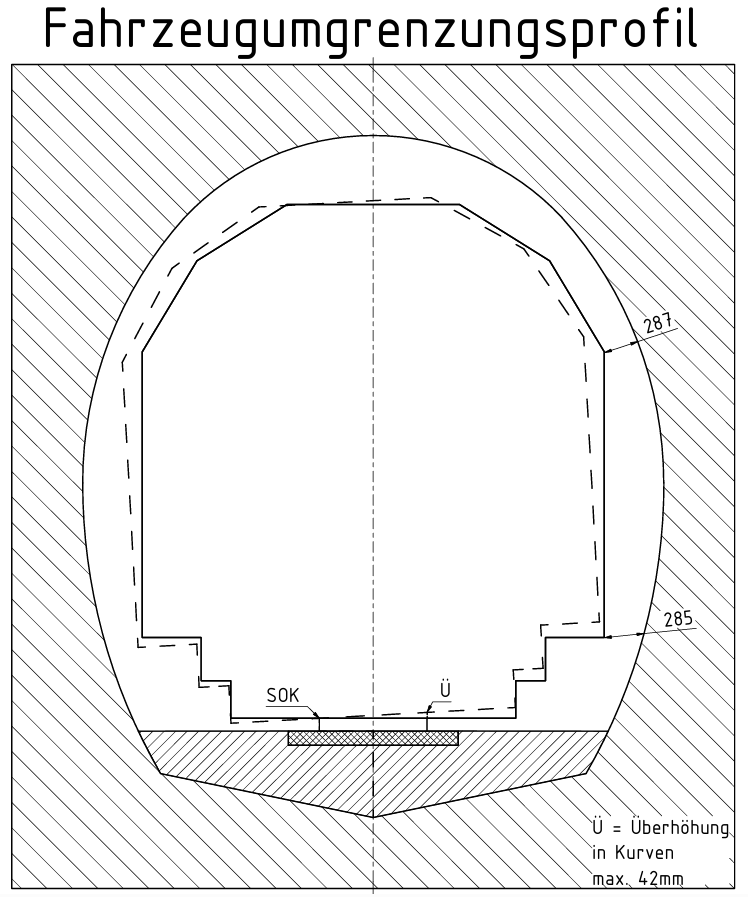
Fahrzeugumgrenzungsprofil Typ I
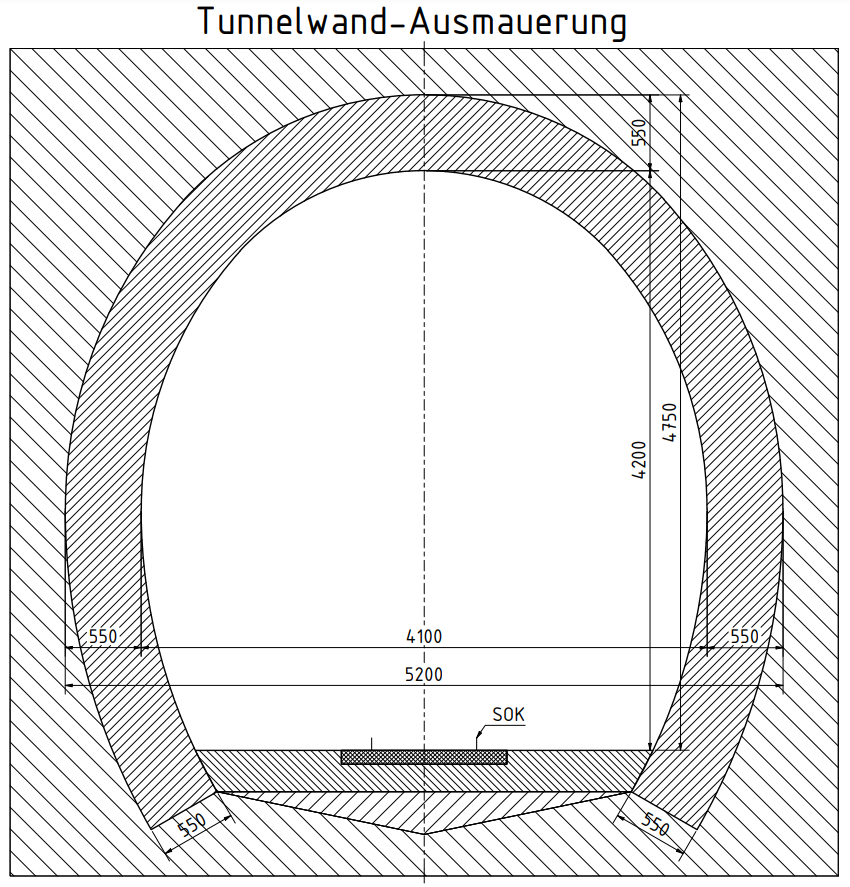
Tunnelwand Ausmauerung Typ III